# Třešťský potok
Der Třešťský potok (deutsch Trieschbach) ist ein rechter Nebenfluss der Jihlava in Tschechien.

## Geographie
Der Třešťský potok entspringt zweieinhalb Kilometer nördlich des Javořice in den Iglauer Bergen (Jihlavské vrchy) in der Böhmisch-Mährischen Höhe. Seine Quelle liegt südöstlich von Janštejn am Nordwesthang des Michův vrch (Michelberg, 786 m) unterhalb des Sattels zum Velký skalní vrch (785 m). Er fließt zunächst nach Osten und wird im Malý pařezitý rybník und weiteren Teichen gestaut. Über Řídelov und Doupě erreicht der Bach Třeštice. Nachfolgend ändert er seinen Lauf in nördliche Richtung und fließt über Janov und Hodice nach Třešť. Oberhalb der Stadt speist der Třešťský potok den Teich Váňovský rybník, nördlich den Jezdovický rybník. Weitere Orte am Lauf sind Nový Mlýn, Jezdovice und Salavice. Am Unterlauf liegen noch die Teiche Luční rybník und Silniční rybnik. Bei Kostelec mündet der Třešťský potok nach 30,3 km in die Jihlava.
Bis Janov folgt die Bahnstrecke Kostelec u Jihlavy - Slavonice dem Lauf des Třešťský potok.

## Zuflüsse
- Roštejnský potok (l) im Třeštický rybník
- Úzký potok (r), Janov
- Valchovský potok (l), oberhalb Třešť im Váňovský rybník
- Bukovský potok (l), bei Puchýrna im Jezdovický rybník
- Mistrovský potok (l), unterhalb Jezdovice